# روزن‌داران
روزن‌داران (Foraminifera; ‎/fəˌræməˈnɪfərə/‎؛ روزنبران هم نامیده شده‌اند) شاخه‌ای از جانداران تک‌سلولی در رده سارکودینا هستند که پوست سخت آهکی آن‌ها دارای روزن‌هایی است که سیتوپلاسم جانور از آن بیرون می‌آید و پاهای کاذب را تشکیل می‌دهد.
پیرامون ۲۷۵ هزار گونهٔ زنده یا منقرض‌شده از روزن‌داران شناخته شده‌است.
این آغازیان دگرخوارند و در دریاها زندگی می‌کنند. پاهای کاذب آن‌ها از روزن‌های روی پوسته بیرون می‌آید. انباشته شدن پوسته‌های آهکی روزن‌داران نوعی سنگ آهکی را ایجاد می‌کند.
پوستهٔ روزن‌داران از کلسیم کربنات (CaCO3) یا اجزاء رسوبی چسبنده درست شده‌است. جانداران روزن‌دار معمولاً اندازه‌شان از یک میلی‌متر کم‌تر است اما برخی از آن‌ها بسیار بزرگ‌ترند. اندازهٔ بزرگ‌ترین روزن‌دار ثبت‌شده ۲۰ سانتی‌متر است.

## نگارخانه

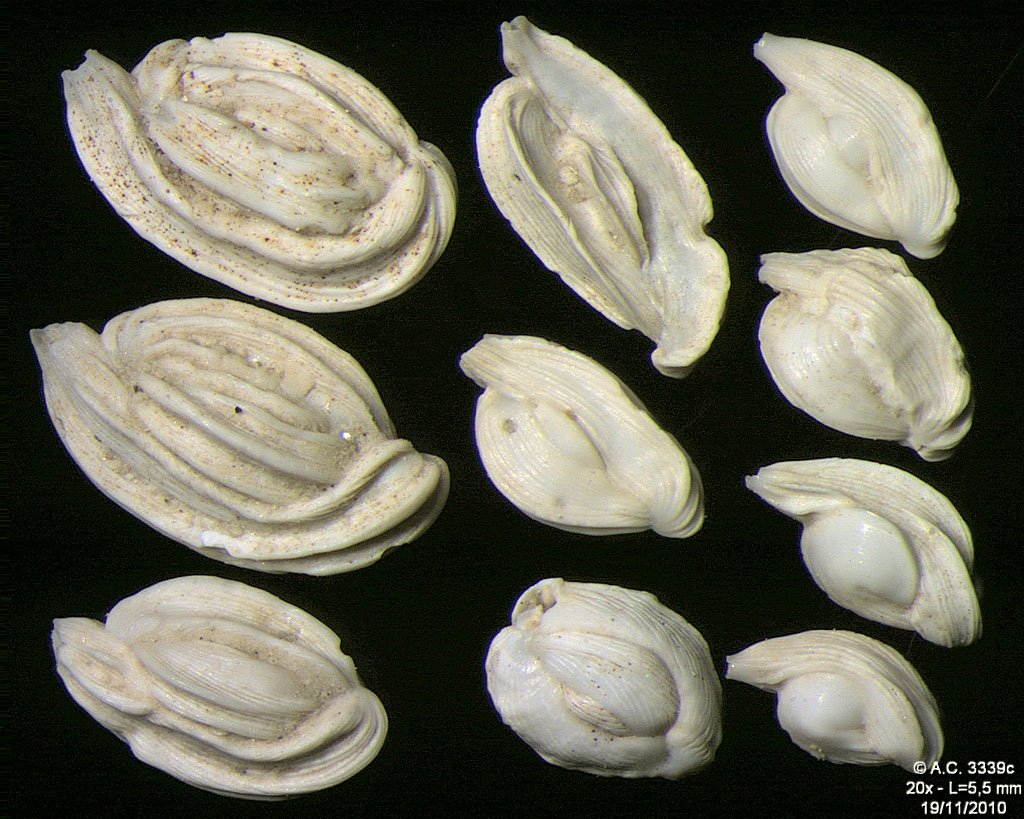
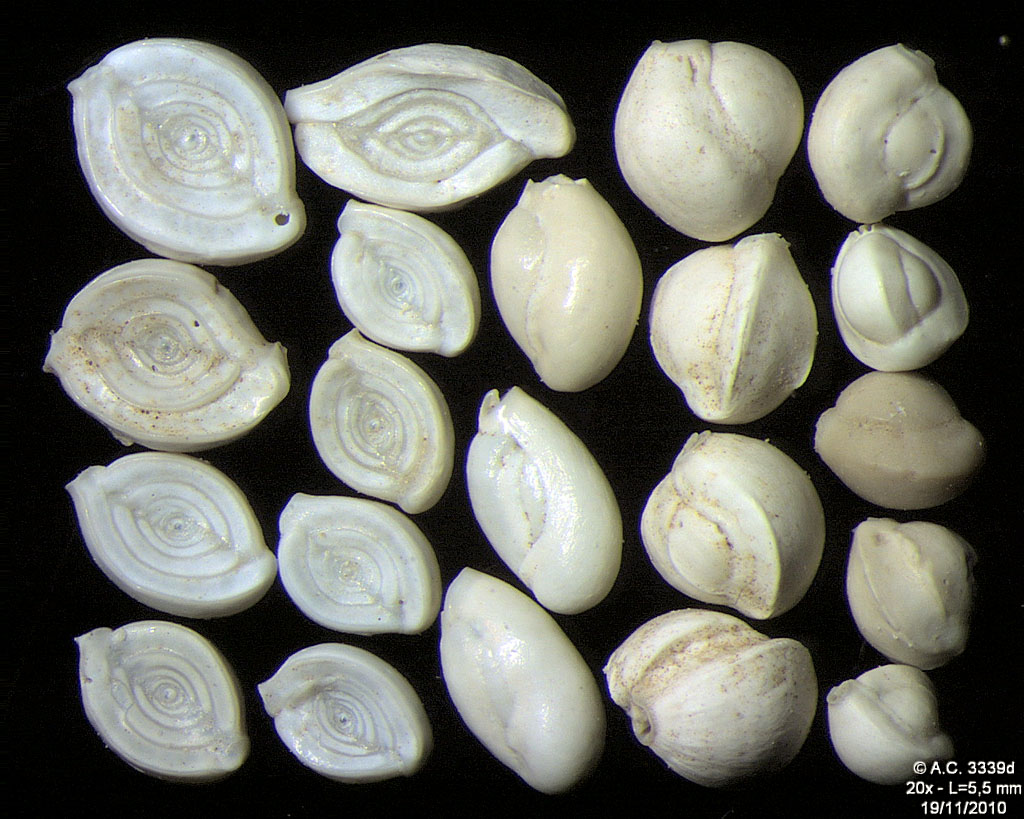
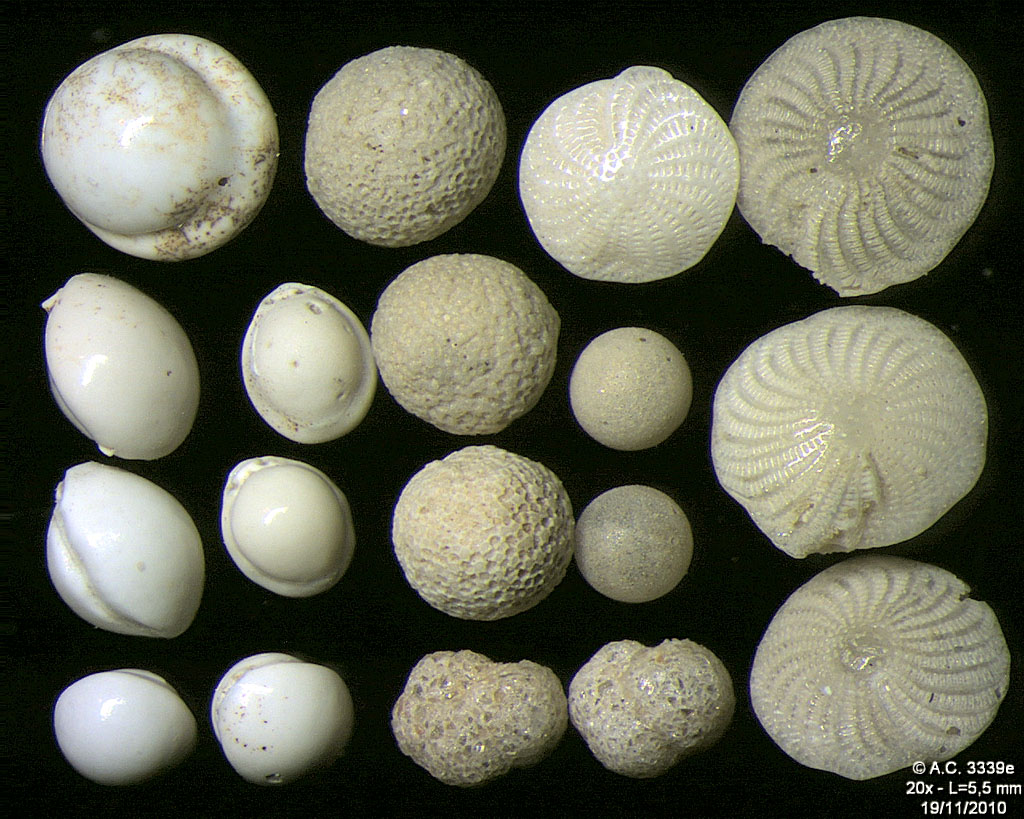
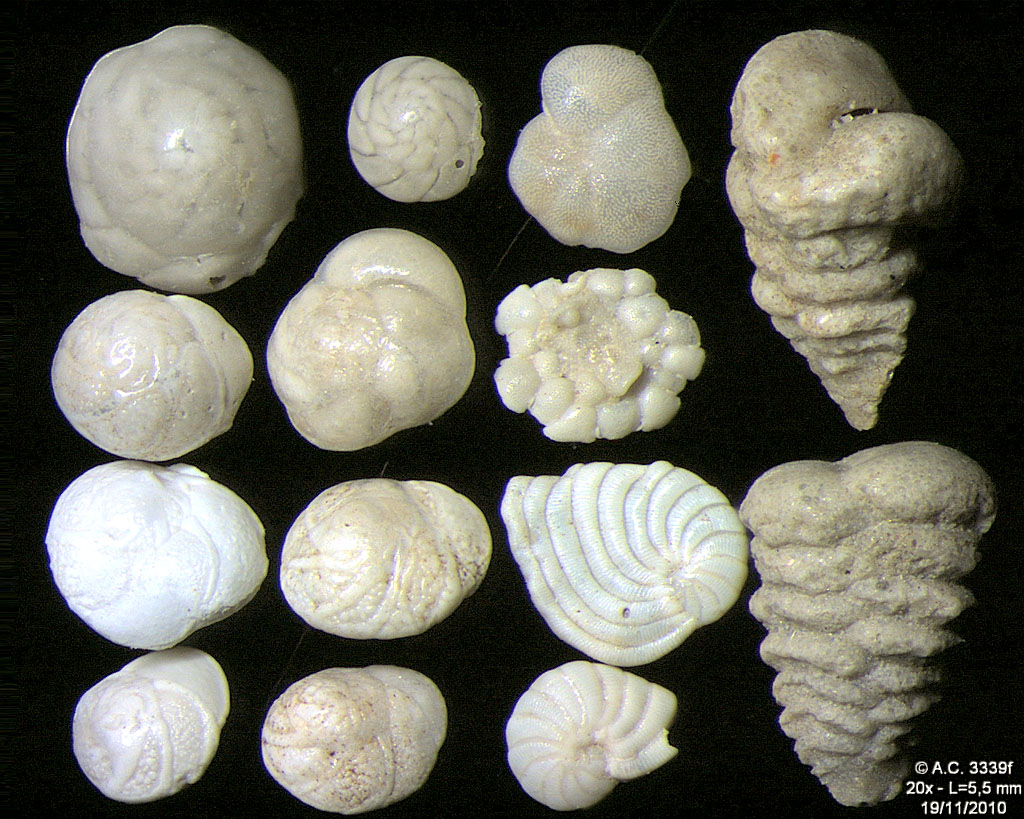
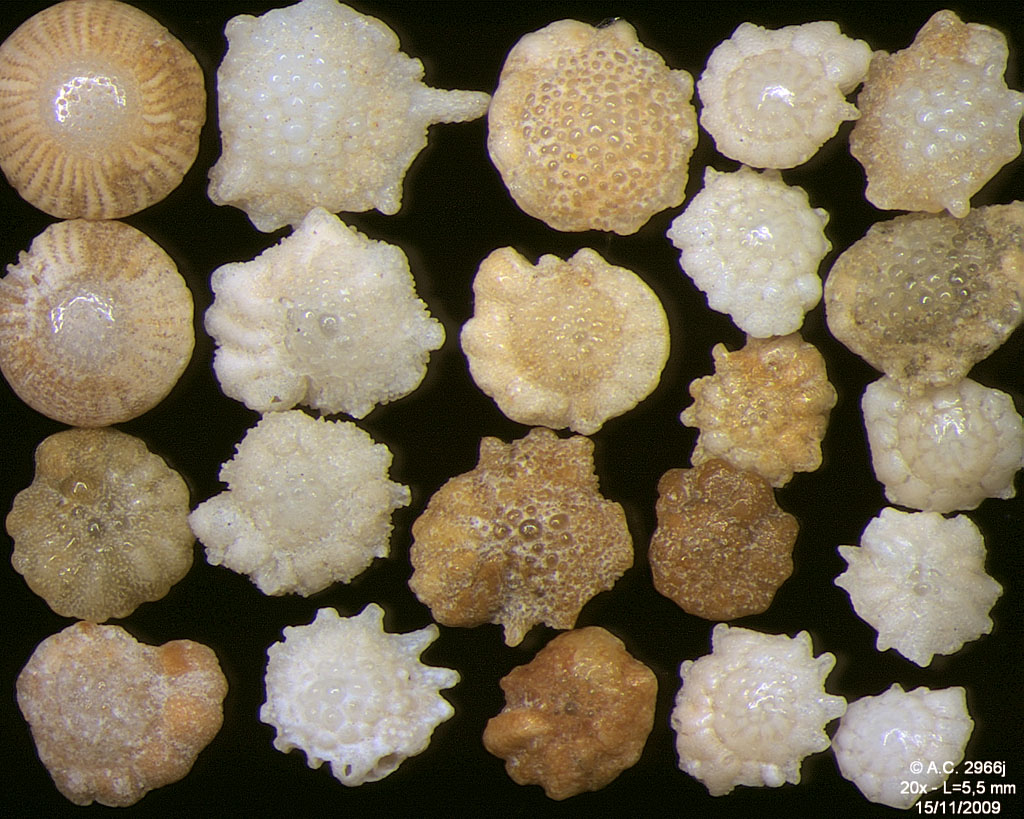
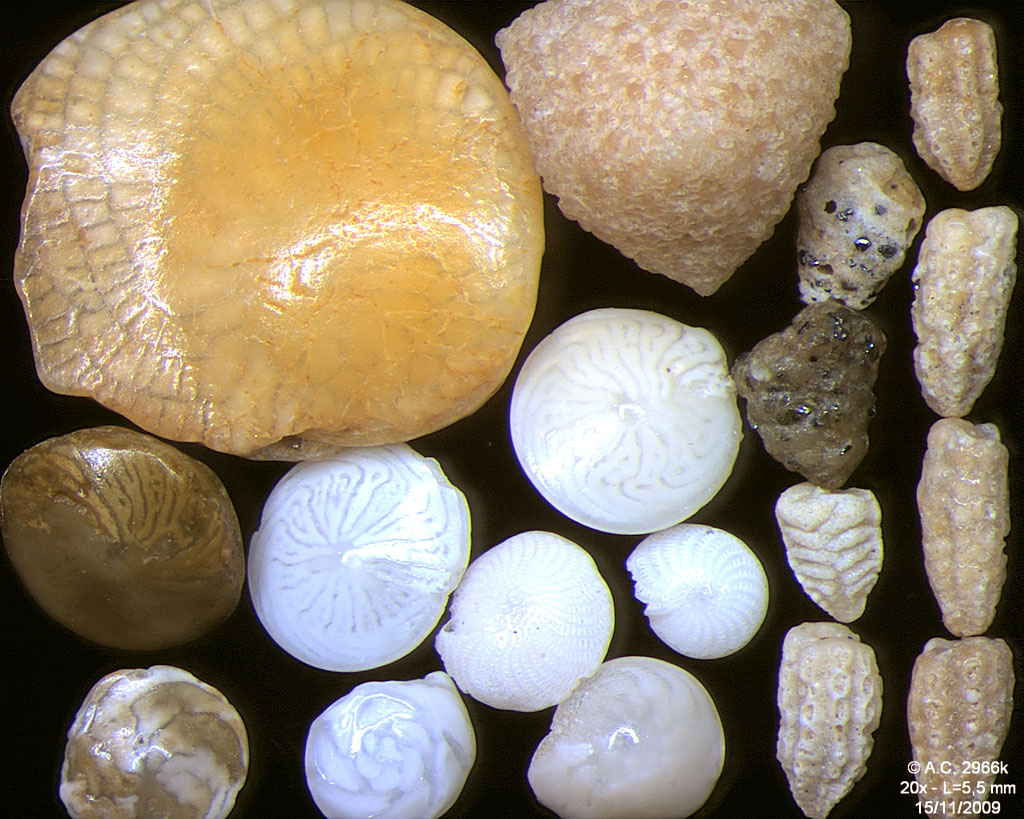
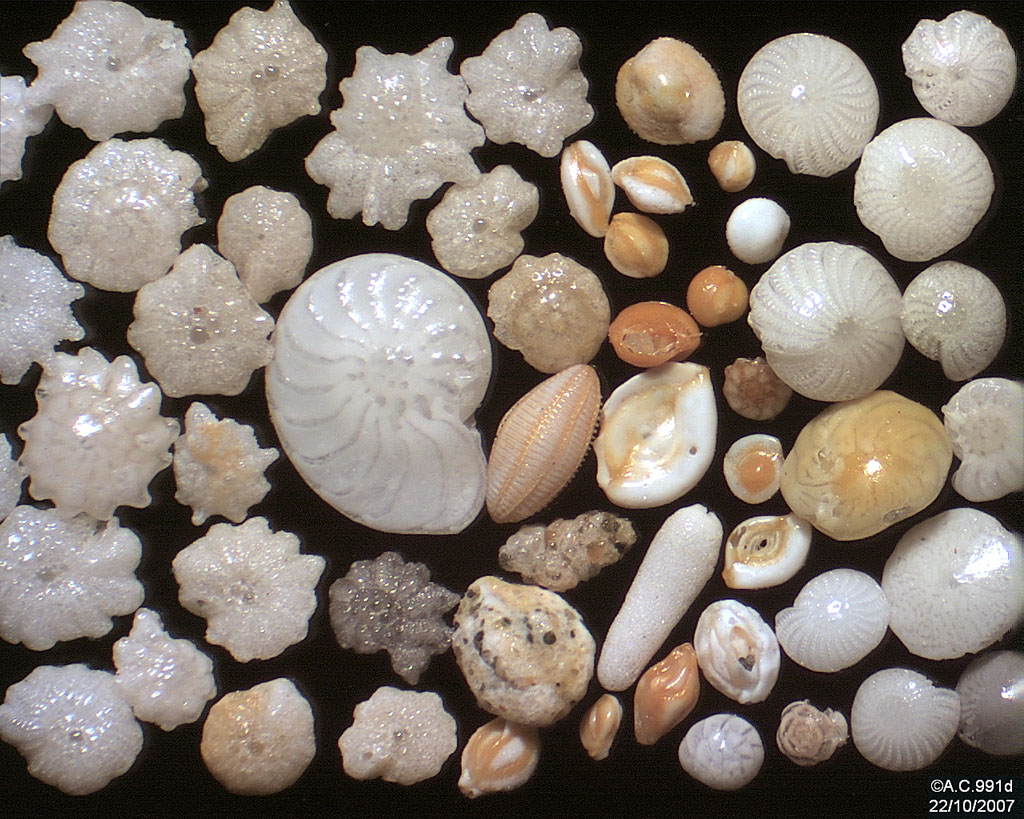